# Rottland (Waldbröl)

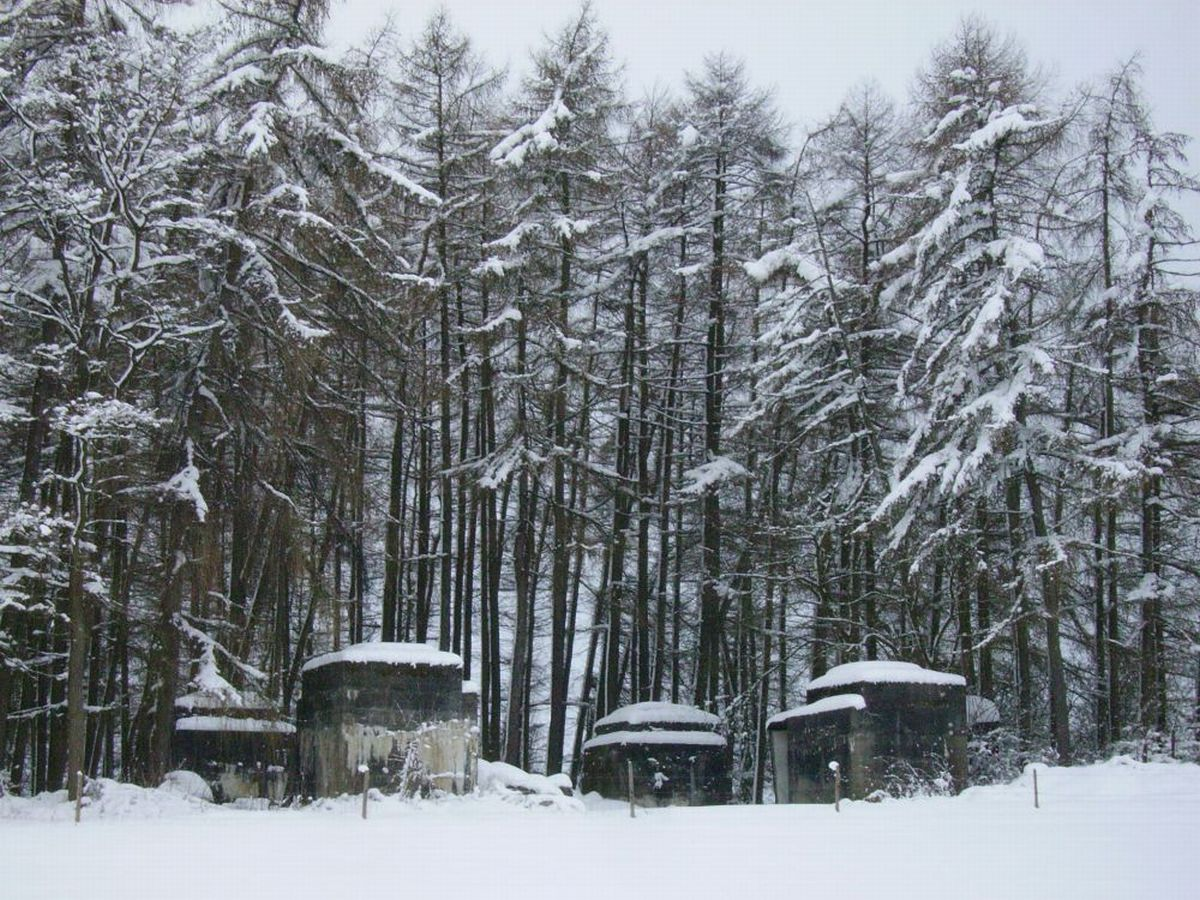
Fundamente der von Robert Ley geplanten Windkraftanlage

Rottland ist eine Ortschaft in der Stadt Waldbröl im Oberbergischen Kreis im südlichen Nordrhein-Westfalen (Deutschland) innerhalb des Regierungsbezirks Köln.

## Lage und Beschreibung
Der Ort liegt etwa 6 km westlich vom Stadtzentrum entfernt. Es muss allerdings unterschieden werden zwischen Ortschaft Rottland und Gut Rottland: Das Gut ist explizit der alte Gutshof, die Ortschaft sind die etwas abseits gelegenen, später errichteten kleinen Höfe.

## Geschichte
1705 wurde der Ort das erste Mal urkundlich erwähnt, die Schreibweise bei der Erstnennung war Rottland. 1882 gehörten zum Gut Rottland etwa 109 Morgen Ackerland, 39 Morgen Wiesen, 1 Morgen Wald und 4 Morgen Hofraum und Hausgarten. Besitzer war Johann Hollenberg, der damals ein Darlehen aufnahm. 1925 kaufte die Evangelische Kirche das Gut und baute ein Erholungsheim für pflegebedürftige Mütter an das Gutshaus an. 
1934 wurde die Gutsverwaltung Wilhelm Heuser aus Waldbröl übertragen und das Gut erstmals wieder ohne Verlust bewirtschaftet. Am 1. Januar 1936 wurde der Hof vom Führer der Deutschen Arbeitsfront Robert Ley gekauft und durch Eintragung in die Erbhofrolle zum Erbhof gemacht. Inzwischen hatte das Gut eine Größe von 170 Morgen, davon 128 Kulturland. 1936/37 wurden die Wirtschaftsgebäude komplett erneuert und erweitert, da die Bewirtschaftung intensiviert werden sollte. Die Umbaupläne stammten von Clemens Klotz, die Bauausführung geschah durch die Firma Wilhelm Kolb aus Waldbröl-Heide. 1938 wurde das alte Gutshaus abgerissen, durch ein neues nach Plänen von Clemens Klotz ersetzt und eingerichtet. 1938 erhielt Gut Rottland eine monumentale Hofeinfahrt und 1942 wurden in die Innennischen der Pfeiler von dem Bildhauer Willy Meller hergestellte Figuren eines Säe- und eines SA-Mannes eingestellt. Anfang 1939 wurde Leys Vermögensverwalter Hugo Simon Verwalter des Gutshofes. 1940 erhielt Ley von Adolf Hitler ein Geldgeschenk in Höhe von einer Million Reichsmark, die er in die Finanzierung des Hofes steckte. Während des Krieges wurde das Gut mit weitläufigen Bunkeranlagen versehen. Ley plante außerdem die Errichtung einer Windkraftanlage, die das Gut mit Strom versorgen und autark machen sollte. Ihre Fundamente sind heute noch sichtbar. 1945 wurde befohlen, das Gutshaus niederzubrennen, damit es nicht den durchs Bröltal und über die Nutscheid heranrückenden Amerikanern in die Hände falle. Während das Gebäude mit allen Kunstgegenständen verbrannte, konnten Angestellte den Rest des Gutes retten.
Heute ist Gut Rottland im Besitz der Familie Bamberg.

## Freizeit

### Radwege
Die Fahrradtour Fachwerkroute führt entlang zahlreicher gut erhaltener und renovierter Fachwerkhäuser und durchquert Berkenroth, Ausgangspunkt ist Nümbrecht. Es müssen acht Höhenunterschiede bewältigt werden. Die 40 Kilometer lange Strecke verläuft über die Route Nümbrecht–Marienberghausen–Lindscheid–Benroth–Langenbach–Berkenroth–Gut Rottland–Richtung Wirtenbach–Bruch.